# Çelebi (Kırıkkale)
Çelebi ist eine Stadt und ein Landkreis der türkischen Provinz Kırıkkale.

## Stadt
Die Stadt liegt etwa 45 Kilometer Luftlinie südlich der Provinzhauptstadt Kırıkkale (53 Straßenkilometer). An dem Siedlungshügel Sarımusalı Höyüğü bei Halildede im Südwesten wurden Artefakte aus der Bronzezeit und aus byzantinischer Zeit gefunden. Die im Stadtlogo manifestierte Jahreszahl (1968) dürfte ein Hinweis auf das Jahr der Erhebung zur Stadtgemeinde (Belediye) sein.

## Landkreis
Der Landkreis liegt im Süden der Provinz. Er grenzt im Nordwesten an den Landkreis Karakeçili, im Nordosten an Keskin, im Südwesten an die Provinz Kırşehir und im Westen an die Provinz Ankara. Durch den Landkreis verläuft die Straße D-260, die Karakeçili im Nordwesten mit Kaman im Südosten verbindet. Eine weitere Straße verbindet den Hauptort mit Keskin im Norden. Der Kızılırmak fließt durch den Kreis und bildet dabei die westliche Grenze zum Kreis Karakeçili. Der Landkreis liegt im Südteil des Bergzuges Dinek Dağı mit dem 1.498 Meter hohen Sireçlik Tepesi (auch Çelebi Dağı) westlich der Kreisstadt. Der Landkreis ist der flächenmäßig zweitkleinste der Provinz und hat die geringste Einwohnerzahl. Er ist sehr dünn besiedelt.
Der Kreis wurde 1990 aus Teilen des Kreises Keskin gebildet (Gesetz Nr. 3644). Hierbei wurde der fast komplette Bucak Çelebi (mit 16 Dörfern und der gleichnamigen Belediye als Verwaltungssitz) zum neuen Kreis Çelebi. Lediglich die Belediye Köprüköy (2013 zum Dorf zurückgestuft) verblieb im Kreis Keskin.
2020 besteht der Kreis neben der Kreisstadt aus 13 Dörfern (Köy) mit durchschnittlich 128 Einwohnern. Sieben Dörfer haben mehr Einwohner als der Durchschnitt, drei weniger als 100. Alıcıyeniyapan ist das größte Dorf mit 213 Einwohnern.

## Bevölkerung

### Ergebnisse der Bevölkerungsfortschreibung
Die nachfolgende Tabelle zeigt den vergleichenden Bevölkerungsstand am Jahresende für die Provinz Kırıkkale, den Landkreis und die Stadt Çelebi sowie deren jeweiligen Anteil an der übergeordneten Verwaltungsebene. Die Zahlen basieren auf dem 2007 eingeführten adressbasierten Einwohnerregister (ADNKS). Die letzten beiden Wertzeilen entstammen Volkszählungsergebnissen.

| Jahr | Provinz | Landkreis | Landkreis | Stadt | Stadt |
| Jahr | abs.    | %         | abs.      | %     | abs.  |
| ---- | ------- | --------- | --------- | ----- | ----- |
| 2020 | 271.424 | 0,91      | 2471      | 32,58 | 0805  |
| 2019 | 275.618 | 0,96      | 2.633     | 34,07 | 0897  |
| 2018 | 286.602 | 1,06      | 3.024     | 34,92 | 1.056 |
| 2017 | 278.749 | 0,75      | 2.104     | 33,75 | 0710  |
| 2016 | 277.984 | 0,77      | 2.151     | 35,29 | 0759  |
| 2015 | 270.271 | 0,81      | 2.183     | 37,38 | 0816  |
| 2014 | 271.092 | 0,86      | 2.318     | 39,39 | 0913  |
| 2013 | 274.658 | 1,18      | 3.233     | 48,47 | 1.567 |
| 2012 | 274.727 | 0,76      | 2.098     | 37,23 | 0781  |
| 2011 | 274.992 | 0,78      | 2.140     | 36,54 | 0782  |
| 2010 | 276.647 | 0,79      | 2.177     | 35,69 | 0777  |
| 2009 | 280.834 | 0,79      | 2.212     | 35,17 | 0778  |
| 2008 | 279.325 | 0,80      | 2.236     | 37,84 | 0846  |
| 2007 | 280.234 | 0,78      | 2.178     | 37,24 | 0811  |
| 2000 | 383.508 | 1,88      | 7.210     | 46,23 | 3.333 |
| 1997 | 357.544 | 1,69      | 6.031     | 68,79 | 4.149 |